# Virgílio do Carmo da Silva
Virgílio do Carmo da Silva SDB (Venilale, 1967. november 27. –) kelet-timori római katolikus pap, Dili főegyházmegye érseke, az első kelet-timori bíboros.

## A kezdetek, tanulmányai
Do Carmo da Silva Venilale-ban született, az akkori Baucau körzetben, Portugál-Timorban (ma Kelet-Timor), José do Carmo és Isabel da Silva fiaként. Van egy öccse, Gui do Carmo da Silva; mindketten szalézi papok.

Do Carmo da Silva szalézi általános és középiskolába járt Fatumacában. 2022 augusztusában, nem sokkal azelőtt, hogy bíborossá kreálták, azt mondta a Vatican Newsnak:
„... amikor befejeztem az általános iskolát, nagyon szerettem volna középiskolába járni, és a közelben csak egy olyan volt, amelyet a szaléziak vezettek, azoknak, akik leendő szaléziak akartak lenni. Amikor megkerestem a szaléziakat, nagyon kedvesek voltak, elfogadták, hogy ott maradjak és tanuljak. Fokozatosan felfedeztem szalézi, valamint papi hivatásomat.”
1983-ban Fatumacában tette le aspiráns fogadalmát, előszeminráiumát, majd 1989-1990-ben belépett a noviciátusba, szintén Futumacában. 1990. május 31-én tette le első fogadalmát a szaléziaknál. Ezután a Fülöp-szigeteken tanult, filozófiát Canlubangban és teológiát Parañaque-ban.
1997. március 17-én tette le örökfogadalmát.

## Szolgálat

### Szalézi szolgálat
Do Carmo da Silvát 1998. december 8-án szentelték pappá Parañaque-ban.
1999 és 2002 között a szaléziak aspiráns-képzője volt. Ezt követően 2002 és 2005 között a venilale-i formációs ház gondnokaként és plébáhos-helyettesként szolgált.
2005 és 2007 között Rómában tanult a Pápai Szalézi Egyetemen, ahol spirituális teológiából szerzett licenciátust.
Kelet-Timorba való visszatérését követően 2007 és 2014 között a szaléziak novíciusmestereként szolgált. 2009 és 2014 között a Szalézi Ház és a fatucamai Don Bosco Műszaki Középiskola igazgatója is volt.
2015-ben a kelet-timori és indonéziai szaléziak tartományfőnökévé választották.

### Püspökség
Ferenc pápa 2016. január 30-án kinevezte a Dili egyházmegye püspökévé. Alberto Ricardo da Silva püspököt váltotta, aki előző év áprilisban agydaganatban meghalt.
Püspökké szentelte 2016. március 19-én Joseph Marino érsek, Kelet-Timor apostoli nunciusa, Basílio do Nascimento baucaui és Norberto do Amaral malianai püspök társszentelésével. Kormányzati tisztviselők, köztük Taur Matan Ruak elnök gratulációkat küldtek, ezzel véget ért a kormány és a vallási vezetők közötti évek óta tartó vitás kapcsolat.
2018 áprilisában do Carmo da Silva támogatta, hogy a katolikus egyház és Kelet-Timor kormánya kampányt indítson a beutazó lelki zarándoklatok népszerűsítésére. Véleménye szerint itt az ideje, hogy az egyház és a kormány összefogjon és fejlessze a vallási turizmus formáit. „A szent helyek nem csak közelebb hozzák az embereket Istenhez. Gazdasági és kulturális értékeik is vannak.” – mondta. Arra kérte egyházmegyéjének plébánosait is, hogy működjenek együtt azokkal, akik az ország vallási helyeit karbantartják, nem csupán azért, hogy tisztán tartsák azokat, hanem azért is, hogy az idelátogató zarándokoknak nyugalmat nyújtsanak.
A következő hónapban a rendőrség Diliben magas riadókészültségbe került, miután megtudta, hogy iszlám szélsőségesek potenciális támadásokat követhetnek el templomok ellen, valamint do Carmo da Silva ellen, az országban nemrég lezajlott választások után.
2019. szeptember 11-én Ferenc pápa létrehozta a Dili egyháztartományi, a Dili egyházmegyét metropolitai főegyházmegyévé emelte, és do Carmo da Silvát nevezte ki a főegyházmegye és Kelet-Timor első érsekévé.
Oktatói munkája révén do Carmo da Silva szorosan együttműködött a kelet-timori kormánnyal, hogy javítsa az ország oktatási lehetőségeit és az oktatás minőségét. Mivel Kelet-Timor lakossága nagyon fiatal (2020-ban az átlagéletkor mindössze 20,8 év), hangsúlyozta a fiatalok katolikus hitre nevelésének és formálásának feladatát is.
2021. december 8-án do Carmo da Silva Taur Matan Ruak miniszterelnökkel közösen felavatta Kelet-Timor első, II. János Pál tiszteletére szentelt katolikus egyetemét, amelynek létrehozásával a főegyházmegye egy hosszú távú célja teljesült.
Do Carmo da Silva néha általánosabb jellegű politikai kérdésekről is nyilatkozott. Például a 2022. áprilisi kelet-timori elnökválasztást megelőzően felszólította a későbbi győztest, hogy „tartsa be választási ígéreteit, hogy az emberek ne veszítsék el bizalmukat” és „ne csak a kampány során, hanem a hivatali ideje alatt is legyen közel az emberekhez, hogy megismerje a polgárok nehézségeit.” Arra is sürgette a kelet-timoriakat, hogy „tartsák tiszteletben az alkotmányt” és dolgozzanak együtt azon, hogy nemzetük „békés, virágzó és demokratikus társadalommá” alakuljon át.

2022. május 29-én Ferenc pápa bejelentette, hogy do Carmo da Silvát bíborossá fogja kreálni, az első ilyen tisztségviselő Kelet-Timorból. Do Carmo da Silva meglepődve hallotta, hogy ő is azon 21 új bíboros között van, akiket Ferenc pápa kinevezett. „Meggyőződésem, hogy Ferenc pápa ezt nem nekem, Virgilionak, hanem az egyháznak és Kelet-Timor népének ajánlotta fel.” – mondta egy másnapi sajtótájékoztatón. Majd folytatta:
„Kelet-Timor népe és egyháza megérdemli ezt a kegyelmet és elismerést Istentől, egy olyan országban, ahová 500 évvel ezelőtt érkezett az evangélium, és amely május 20-án ünnepelte függetlenségének 20. évfordulóját.”
A 2022. augusztus 27-i konzisztóriumon Ferenc pápa bíborossá kreálta és a Sant'Alberto Magno-templomot jelölte ki címtemplomául. 54 évesen ő lett a második legfiatalabb bíboros Giorgio Marengo, 48 éves püspök, a mongóliai Ulánbátor apostoli prefektusa után. Négy nappal később, 2022. augusztus 31-én különböző országokból származó kelet-timoriakkal és egy indonéziai csoporttal együtt részt vett egy tetum nyelvű hálaadó szentmisén a Pápai Urbaniana Egyetem kápolnájában, amelyen jelen volt Kelet-Timor olaszországi nagykövete és más polgári tisztségviselők is.
Azon a héten azt is elmondta egy interjúban, hogy Kelet-Timor katolikus többsége megkönnyítette a megbékélést Indonéziával Kelet-Timor függetlenségének 2002-es helyreállítása után. Dicsérte, hogy Kelet-Timor korábban, 2022-ben elfogadta a Ferenc pápa és Ahmed el-Tayeb által 2019-ben aláírt, az emberi testvériségről szóló dokumentumot. Megjegyezte továbbá, hogy az ország vallási turizmusra irányuló erőfeszítései más vallások képviselőit is magukba foglalják, hogy Diliben már vagy egy nagy mecset és épül egy nagy hindu templom is.
2022. szeptember elején az új bíboros ellátogatott a szaléziak portugál tartományának székhelyére, Lisszabonba, ahol a tartományfőnök és a lisszaboni szaléziak megbízott igazgatója fogadta.